# Мінуф
Мінуф (араб. منوف, копт. Ⲟⲛⲟⲩϥⲉ) — місто на півночі Єгипту, в південно-західній частині дельти Нілу. Належить до мухафазу Мінуфія. Населення — 97 тис. осіб.
Місто було адміністративним центром губернаторства Мінуфія до 1826 року, коли Мухаммед Алі наказав перенести центр провінції в Шибін-ель-Ком.

## Персоналії
- Йосип I (771—849) — 52-й папа (абба) Александрійський та патріарх усієї Африки при Святому Престолі Святого Марка у 831—849 роках.